# 雅努什·扎伦凯维奇
雅努什·扎伦凯维奇（波蘭語：Janusz Zarenkiewicz，1959年8月3日—），波兰男子拳击运动员。他曾代表波兰参加1988年夏季奥林匹克运动会拳击比赛，获得男子91公斤以上级铜牌。